# Sacramento Kings 2000-2001
La stagione 2000-01 dei Sacramento Kings fu la 52ª nella NBA per la franchigia.
I Sacramento Kings arrivarono secondi nella Pacific Division della Western Conference con un record di 55-27. Nei play-off vinsero il primo turno con i Phoenix Suns (3-1), perdendo poi la semifinale di conference con i Los Angeles Lakers (4-0).

## Roster
| N° | Naz.                   | Ruolo | Sportivo             | Anno | Alt. | Peso |
| -- | ---------------------- | ----- | -------------------- | ---- | ---- | ---- |
| 00 | Stati Uniti (bandiera) | A     | Art Long             | 1972 | 206  | 113  |
| 4  | Stati Uniti (bandiera) | AC    | Chris Webber         | 1973 | 206  | 111  |
| 5  | Turchia (bandiera)     | A     | Hidayet Türkoğlu     | 1979 | 208  | 100  |
| 13 | Stati Uniti (bandiera) | GA    | Doug Christie        | 1970 | 198  | 91   |
| 15 | Stati Uniti (bandiera) | G     | Darrick Martin       | 1971 | 180  | 77   |
| 16 | Jugoslavia (bandiera)  | GA    | Predrag Stojaković   | 1977 | 206  | 100  |
| 20 | Stati Uniti (bandiera) | G     | Jon Barry            | 1969 | 193  | 88   |
| 21 | Jugoslavia (bandiera)  | C     | Vlade Divac          | 1968 | 216  | 110  |
| 24 | Stati Uniti (bandiera) | G     | Bobby Jackson        | 1973 | 185  | 84   |
| 25 | Stati Uniti (bandiera) | GA    | Nick Anderson        | 1968 | 198  | 93   |
| 31 | Stati Uniti (bandiera) | C     | Scot Pollard         | 1975 | 211  | 120  |
| 51 | Stati Uniti (bandiera) | A     | Lawrence Funderburke | 1970 | 206  | 104  |
| 55 | Stati Uniti (bandiera) | C     | Jabari Smith         | 1977 | 211  | 113  |
| 55 | Stati Uniti (bandiera) | G     | Jason Williams       | 1975 | 185  | 86   |

## Staff tecnico
- Allenatore: Rick Adelman
- Vice-allenatori: John Wetzel, Elston Turner, Pete Carril